# Alte Synagoge (Edenkoben)
Die Alte Synagoge Edenkoben im rheinland-pfälzischen Landkreis Südliche Weinstraße wurde 1781 im Bereich der heutigen Bahnhofstraße 47–51 errichtet. Im Jahr 1825 musste sie wegen Einsturzgefahr geschlossen werden.

## Geschichte
Bis 1769 verfügte die Kultusgemeinde über einen Betsaal in einem Privathaus des Gemeindemitgliedes Aaron Isaac. Nachdem es zwischen dem Besitzer und anderen Gemeindemitgliedern zu einem Streit gekommen war, kündigte dieser den Mietvertrag mit der Kultusgemeinde. 1781 errichtete die Kultusgemeinde die Synagoge auf einem im Jahr zuvor für 200 Gulden erworbenen Grundstück im Bereich der heutigen Bahnhofstraße 47–51. Nach Begutachtung durch einen Maurer und einen Zimmermann stellten diese im Jahr 1824 fest, dass sich die Bausubstanz des Gebäudes in einem solch schlechtem Zustand befand, dass das Gebäude einsturzgefährdet war. 1825 ordnete dann der für Edenkoben zuständige Bauconducteur die Schließung der Synagoge an. Der Abriss erfolgte vermutlich um 1825. Auf dem Nachbargrundstück errichtete die Gemeinde eine neue Synagoge.

## Gebäude
Bei der Synagoge handelte es sich um eine zweigeschossige Scheune. Im Obergeschoss befand sich der Betsaal. Die darunterliegenden Räume wurden von einem örtlichen Metzger genutzt. Es existieren heute keinerlei Quellen mehr, die genaueren Aufschluss über die Architektur der Synagoge geben würden.

## Jüdische Gemeinde Edenkoben
Die Wurzeln der jüdischen Gemeinde Edenkoben reichen bis ins 17. Jahrhundert zurück. Erstmals wird im Jahr 1660 ein auf dem Gebiet von Edenkoben siedelnder Jude genannt. Die Kultusgemeinde bestand bis zur Wagner-Bürckel-Aktion 1940. Sie fiel in den Zuständigkeitsbereich des Bezirksrabbinats Landau.